# بريجنيف
بريجنيف (بالبلغارية: Брежниците)‏ قرية تقع إدارياً ضمن تريافنا في بلغاريا. ويبلغ عدد سكانها 6 نسمة حسب تعداد 15 مارس 2015. تعتمد بريجنيف للبريد على الرمز البريدي 5360.